# Georgios (Ravenna)
Georgios (lateinisch Georgius; † nach 710/711) war ein byzantinischer Rebell im Exarchat von Ravenna.
Nachdem Kaiser Justinian II. im Jahr 705 den Thron zurückerobert hatte, entsandte er 709 eine Strafexpedition unter dem Kommando des Strategos von Sizilien, Theodoros, nach Ravenna. Dem Liber Pontificalis zufolge hatten die Ravennaten die Usurpation gegen Justinian unterstützt, doch dürfte das Motiv schon aus chronologischen Gründen eher in dem Unabhängigkeitsstreben des seit 708 amtierenden Erzbischofs Felix zu suchen sein. Die Stadt wurde geplündert und niedergebrannt, viele Angehörige der Führungsschicht wurden nach Konstantinopel verbracht und dort hingerichtet; Felix wurde geblendet und auf die Krim verbannt.
Unter den Deportierten befand sich dem (im Detail fragwürdigen) Bericht des Agnellus zufolge auch ein gewisser Johannikios, der ehemalige Notarius des Exarchen Theodoros. Dessen Sohn Georgios soll sich Ende 710 oder Anfang 711 in Ravenna an die Spitze einer Revolte gesetzt haben, der sich auch die übrigen Städte des Exarchats anschlossen. Der Kaiser ernannte Johannes Rhizokopos zum Exarchen und beauftragte ihn mit der Niederschlagung des Aufstands, doch wurde er wahrscheinlich schon kurz nach seiner Ankunft in Ravenna von den Rebellen getötet. Erst dessen Nachfolger Scholastikios gelang es offenbar, den Unruheherd wieder unter kaiserliche Kontrolle zu bringen.
Was aus Georgios wurde, ist unklar; sein in Konstantinopel eingekerkerter Vater wurde angeblich zu Tode gefoltert.